# Олга Троячанец
Олга Троячанец (на македонска литературна норма: Олга Тројачанец) е лингвистка и университетска преподавателка, доайен на германистиката в Република Македония.

## Биография
Родена е в 1937 година. В 1957 година е сред 12-те студенти от първото поколение на Катедрата по немски език и литература в Скопския университет, а по-късно, след следването си в Германия, в 1976 година е съоснователка на Македонското сдружение на учители по немски език. Олга Троячанец е сред инициаторите за създаването на „Гьоте институт“ в Скопие.
От 1986 до пенсионирането си в 2002 година е преподавателка и директорка на Центъра за чужди езици и преподавател във Филологическия факултет, а от 2002 година и съсобственичка на училището за езици „Лингвалинк“. Троячанец е първата жена в Република Македония, която е отличена с орден за заслуги от президента на Германия. Ордена получава в 2008 година за нейните дългогодишни заслуги в разпространението на немския език в Република Македония. Умира на 27 ноември 2011 година в Скопие.